# Rompecabezas (película)
Rompecabezas es una película dramática argentina-francesa de 2010 dirigida y escrita por Natalia Smirnoff. Narra la historia de una ama de casa que descubre su talento para armar rápidamente rompecabezas y se anota en el campeonato mundial celebrado en Alemania. Está protagonizada por María Onetto, Gabriel Goity y Arturo Goetz. La película se estrenó mundialmente el 18 de febrero de 2010 en el Festival Internacional de Cine de Berlín, mientras que su estreno comercial en las salas de cines de Argentina fue el 29 de abril de 2010.
En 2018, se realizó una adaptación cinematográfica estadounidense titulada Puzzle que fue dirigida por Marc Turtletaub y protagonizada por Kelly Macdonald.

## Sinopsis
Sigue la vida de María del Carmen, una ama de casa que solamente se dedica al cuidado del hogar y su familia hasta que un día, en el día de su cumpleaños número 50, recibe como regalo un rompecabezas que logra resolverlo rápidamente, lo cual la lleva a desarrollar una pasión por el juego. Un día, María observa un anuncio en el diario de un hombre que busca un compañero para un competencia de rompecabezas en Alemania, por lo cual, ella se contacta con este señor llamado Roberto, un millonario y ambos forman una dupla invencible.

## Elenco
- María Onetto como María del Carmen
- Gabriel Goity como Juan
- Arturo Goetz como Roberto
- Henny Trayles como Carlotta
- Felipe Villanueva como Juan Pablo
- Julián Doregger como Iván
- Nora Zinski como Raquel
- Mirta Wons como Graciela
- Mercedes Fraile como Carmen
- Denise Groesman como Victoria
- Jimena Ruiz Echazú como Carla
- Pacho Guerty como Pedro
- Néstor Caniglia como Ricardo
- Leticia Gaspari como Eugenia

## Recepción

### Comentarios de la crítica
La película recibió críticas positivas por parte de la prensa. Horacio Bernades de Página 12 resaltó que la película «cuenta con el notable trabajo de María Onetto, protagonista “cantada” de una historia que elude los estereotipos». Adolfo C. Martínez de La Nación expresó que «la directora Natalia Smirnoff logra con éste, su primer largometraje, inscribirse entre las más prometedoras realizadoras de la cinematografía local; a través de un guion que no necesitó de falsos intelectualismos para conmover».
En una reseña para Clarín, Miguel Frías escribió «no es raro que Smirnoff en su primer filme haya acertado», «las actuaciones son impecables» y «el guion prescinde de artificios, así como la trama desestima la intensidad». Roger Koza de La Voz del Interior destacó que «Rompecabezas, en efecto, ofrece lúcidos apuntes de clases, así como sus diálogos ostentan musicalidad y riqueza semántica».

### Premios y nominaciones
| Lista de premios y nominaciones | Lista de premios y nominaciones                       | Lista de premios y nominaciones | Lista de premios y nominaciones | Lista de premios y nominaciones | Lista de premios y nominaciones |
| Año                             | Organización                                          | Categoría                       | Nominado/a(s)                   | Resultado                       | Ref(s)                          |
| ------------------------------- | ----------------------------------------------------- | ------------------------------- | ------------------------------- | ------------------------------- | ------------------------------- |
| 2010                            | Festival Internacional de Cine de Berlín              | Oso de oro                      | Rompecabezas                    | Participación                   | [ 11 ]                          |
| 2010                            | Festival Internacional de Cine de Friburgo            | Competencia internacional       | Rompecabezas                    | Participación                   | [ 12 ]                          |
| 2010                            | Festival de Cine de Lima                              | Mejor actriz                    | María Onetto                    | Ganadora                        | [ 13 ]                          |
| 2010                            | Premios Sur                                           | Mejor ópera prima               | Rompecabezas                    | Nominado                        | [ 14 ]                          |
| 2011                            | Festival Internacional de Cine de Cartagena de Indias | Mejor película                  | Rompecabezas                    | Participación                   | [ 15 ]                          |
| 2011                            | Festival Internacional de Cine de Cartagena de Indias | Mejor guion                     | Natalia Smirnoff                | Ganadora                        | [ 15 ]                          |
| 2011                            | Premios Cóndor de Plata                               | Mejor ópera prima               | Rompecabezas                    | Ganador                         | [ 16 ] [ 17 ]                   |
| 2011                            | Premios Cóndor de Plata                               | Mejor dirección                 | Natalia Smirnoff                | Nominada                        | [ 16 ] [ 17 ]                   |
| 2011                            | Premios Cóndor de Plata                               | Mejor actriz                    | María Onetto                    | Nominada                        | [ 16 ] [ 17 ]                   |
| 2011                            | Premios Cóndor de Plata                               | Mejor actor de reparto          | Arturo Goetz                    | Nominado                        | [ 16 ] [ 17 ]                   |
| 2011                            | Premios Cóndor de Plata                               | Mejor actriz de reparto         | Henny Trayles                   | Nominada                        | [ 16 ] [ 17 ]                   |
| 2011                            | Premios Cóndor de Plata                               | Mejor guion original            | Natalia Smirnoff                | Nominada                        | [ 16 ] [ 17 ]                   |